# Karshomyia spinosa
Karshomyia spinosa är en tvåvingeart som beskrevs av Ephraim Porter Felt 1909. Karshomyia spinosa ingår i släktet Karshomyia och familjen gallmyggor. Inga underarter finns listade i Catalogue of Life.